# Klement XII.
Klement XII., lat. Clemens PP. XII., (Firenza, 7. travnja 1652. – Rim, 6. veljače 1740.), rođen kao Lorenzo Corsini, 246. poglavar Katoličke Crkve, papa od 12. srpnja 1730. do smrti 1740.

## Raniji život
Lorenzo Corsini rodio se 7. travnja 1652. u Firenzi, u aristokratskoj obitelji grofa Bartolomea Corsinija i njegove supruge Elisabette, rođene Strozzi. I s očeve i majčine strane obitelji Lorenzo je imao nekoliko rođaka koji su bili na visokim položajima u Crkvi i državi. Njih čak petorica bili su kardinali Katoličke Crkve. Lorenzo je osnovno obrazovanje završio u svom rodnom gradu, te je 1667. nastavio školovanje na Papinskom sveučilištu Gregorijana u Rimu (Collegio Romano), pod patronatom svog strica kardinala Neria Corsinija (1614. – 1678.). Godine 1670. prelazi na Sveučilište u Pisi, gdje pet godina kasnije stječe doktorat iz prava. Vraća se u Firenzu jer je njegova obitelj željela da preuzme brigu o obiteljskom gospodarstvu. Nakon smrti njegovog oca 1685. Lorezo se odlučuje za karijeru u Crkvi. Do 1690. obavljao je nekoliko službi, od kojih je neke i kupio, što je u to doba bila „normalna“ pojava. Papa Aleksandar VIII. 10. travnja 1690. imenuje ga naslovnim nadbiskupom Nicomedije (unatoč tome što nije bio svećenik-za što je dobio od Pape posebnu dispensu), i postavlja za nuncija u Beču. Corsini nije nikada stupio na carski dvor, jer nije bio po volji caru Leopoldu I. Hasburškom. Od 6. prosinca 1695. obnaša dužnost generalnog rizničara Svete Stolice i generalnog kolekcionara Apostolske komore, te ravnatelja Anđeoske tvrđave (Castello Sant'Angelo). U srpnju 1704. Corsini je poslan u Ferraru kao Papinski povjerenik, gdje je trebao provesti istragu o navodnoj prisutnosti francuskih vojnika, kojima su papinske vojne vlasti dopustile zauzimanje teritorija Ficarola (provincija Rovigo, Veneto). Krivcem je proglašen markiz Luigi Paolucci, brat državnog tajnika kardinala Fabrizija Paoluccija (1651. – 1726.), a na zahtjev Svete Stolice okupator se morao povući, što je zadovoljilo dvor u Beču. Njegov rad i trud nije ostao nezapažen, pa ga papa Klement XI. 17. svibnja 1706. imenuje kardinalom-đakonom. U veljači 1710. imenovan je kamerlengom Svete Stolice. Sudjelovao je na konklavama 1721., kada je izabran papa Inocent XIII. i 1724., kada je izabran papa Benedikt XIII. Godine 1725. uzdignut je u red kardinala-biskupa i dodijeljena mu je suburbikarijalna biskupija Frascati. Bio je članom nekoliko najvažnijih kongregacija Svete Stolice, od kojih je najznačajnija ona prefekta Vrhovnog suda Apostolske signature, od 1726. godine.

## Izbor za papu
Dana 21. veljače 1730. umire Benedikt XIII. i Lorenzo Corsini po treći puta sudjeluje u konklavama. Još u ranijim konklavama (1721., 1724.) kardinal Corsini je bio među najizglednijim kandidatima za papu, ali oba puta se umiješala politika i lišila ga papinske službe. U konklavi su se okupila 54 od 65 kardinala i nisu mogli izabrati novog papu puna četiri mjeseca. Politika je ponovno umiješala prste i svaki je europski vladar, preko svoga kardinala, stavljao veto na izbor pojedinih kandidata. Nakon što su iz utrke ispali vodeći kardinali glasovi su usmjereni na kardinale: Ruffu, Daviu, Corradinija i Banchierija, ali bez uspjeha. Konačno, 12. srpnja 1730. kardinal Corsini jednoglasno je izabran za novog papu. Možda su kardinali mislili da je Corsini prijelazno rješenje, jer je imao 78 godina, ali novi papa, koji si je uzeo ime Klement XII., ostat će na toj dužnosti punih deset godina. 

## Pontifikat
Nakon posvećenja za papu Klement XII. imenuje kardinala Antonia Banchieria (1667. – 1733.) državnim tajnikom i prefektom Kongregacije Svetog konzulta. Jedan od prvih poteza Pape je i uhićenje kardinala Niccole Coscia (1682. – 1755.), koji je na nepošten način, iskoristivši povjerenje pape Benedikta XIII., stekao velika bogatstva. Kardinal je osuđen na deset godina zatvora i plaćanje velikog iznosa Kuriji. Izopćen je i izbačen iz Kardinalskog zbora, te zatvoren u Anđeoskoj tvrđavi. Ovaj Papin čin je naišao na veliko odobravanje stanovnika Rima ali i u samoj Kuriji. 
Papa je bolovao od kostobolje i često je morao ležati a od 1732. bio je gotovo potpuno slijep, pa se uvelike oslanjao na suradnike, posebno na svoga nećaka Neria Corsinia ml. (1685. – 1770.), kojega je mjesec dana nakon što je postao papa imenovao kardinalom. Unatoč svojoj fizičkoj slabosti i nedostacima, Klement XII. je pokazao zavidnu aktivnost tijekom svoga pontifikata. Svoju rezidenciju preselio je iz Vatikana u Kvirinalsku palaču, gdje će pape boraviti u narednih sto godina. Bio je vrlo svjestan svoje pastoralne odgovornosti, pa je prionuo na osnivanje misija, posebno na Dalekom istoku. Poticao je kod svećenika veće zanimanje za studij filozofije koju je smatrao vrlo važnom. 
Zbog sve većeg utjecaja raznih intelektualnih pokreta papa 28. travnja 1738. objavljuje bulu „In eminenti Apostolatus Specula“, u kojoj osuđuje masone i zabranjuje kršćanima da pristupaju njihovim redovima. Ta je bula izazvala veliki odjek na europskim dvorovima i nije bila svuda dobro shvaćena, posebno u Habsburškoj monarhiji, gdje je bilo zabranjeno njeno objavljivanje. Smatralo se da je to zato što je car Franjo I. Lotarinški (1708. – 1765.), muž Marije Terezije, bio mason. 
Nemoćno je promatrao kako španjolska vojska zauzima gradove Papinske Države, Parmu i Piacenzu, koje je car Karlo VI. Habsburški dao Carlu Bouronskom (1716. – 1788.). Zbog protivljenja novačenju u španjolsku vojsku, Španjolska prekida diplomatske odnose sa Svetom Stolicom, pa je Klement XII., da bi popravio odnose, napravio velike ustupke Španjolskoj, te proglasio Carla Bouronskog kraljem Sicilije. Zbog raznih pritisaka s europskih dvorova o imenovanju kardinala, Papa je kao odgovor na te pritiske u kardinalski zbor imenovao samo Talijane. 
Zalagao se za približavanje Katoličke i Pravoslavne crkve.
Papa je velike svote novca potrošio na uljepšavanje Rima. Dao je sagraditi slavnu Fontanu di Trevi, koja je najveća barokna fontana u Rimu i jedna od najpoznatijih u svijetu. Također je dao urediti mnoga pročelja crkvi i konačno dovršiti fasadu Bazilike sv. Ivana Lateranskog, a unutar Bazilike i kapelu Corsini. Papa Klement XII. darovao je Vatikanskoj knjižnici skupocjene zbirke manuskripta, medalja i raznog posuđa. Svom nećaku, kardinalu Neriu Corsiniu ml. ostavio je veliku zbirku vrijednih knjiga, koje je on u mladosti naslijedio od svoga strica kardinala Neria Corsinia st. Nakon Papine smrti, kardinal Corsini će 1754. osnovati Corsini knjižnicu, koja danas djeluje pod imenom La Biblioteca dell'Accademia Nazionale dei Lincei e Corsiniana i smještena je u palači Corsini.
Papa Klement XII. umro je potpuno slijep 6. veljače 1740. u Kvirinalskoj palači u Rimu, u 88. godini života. Sahranjen je u Bazilici sv. Petra, a dvije godine kasnije, njegovi posmrtni ostaci preneseni su u veličanstvenu grobnicu u Bazilici sv. Ivana Lateranskog.